# Ctenophila setiliris
Ctenophila setiliris é uma espécie de gastrópode  da família Euconulidae.
É endémica de Reunião.